# Amar Lasfar
Amar Lasfar, né en 1960 à Nador (Maroc), est le président du lycée privé musulman Averroès ainsi que de Musulmans de France de 2013 à 2021.

## Biographie
Amar Lasfar est venu en France pour y terminer ses études. Homme d'affaires, il dirige une agence de voyages. Il est marié et père de six enfants. 
Il est président du lycée privé musulman Averroès.

## Politique
La visibilité médiatique de l'UOIF s'étend quand, en 1990, Pierre Joxe, alors ministre de l'Intérieur, fait entrer l'organisation dans le Conseil de réflexion sur l'islam de France (CORIF) qu'il vient de créer. Deux représentants de l'UOIF sont choisis, Abdallah Ben Mansour et Amar Lasfar. Ce dernier était dans les instances dirigeantes de l’UOIF depuis sa création, au début des années 1980, mais il « attendait son heure ».
Le 9 juin 2013, il en prend la direction.

En avril 2017, il déclare, à propos de son organisation : 

« Nous ne faisons pas partie des Frères musulmans. En revanche, nous nous inscrivons dans leur courant de pensée. »

ajoutant que son mouvement représente « surtout l'islam de France ».
Lasfar est réélu à la direction de l'UOIF en 2017 et, en 2021, Mohsen Ngazou est élu à la présidence de l'association (renommée entretemps « Musulmans de France »).

## Polémiques

### Voile
Amar Lasfar défend, au milieu des années 1990, des filles voilées exclues de leur établissement public. Considérant que le voile est une obligation pour les femmes, il s'oppose à un autre membre de l'UOIF, Tareq Oubrou. À cette époque, il indique son souhait de voir se créer en France des écoles privées musulmanes, projet auquel il contribuera en fondant en 2003 le lycée privé musulman Averroès.

### Selfie de Bernard Cazeneuve
À la suite d'un selfie de Bernard Cazeneuve, ministre de l'Intérieur, en compagnie d'Amar Lasfar, président de l'UOIF, et d'Otmane Aissaoui, imam UOIF de Nice et délégué départemental de l'organisation dans les Alpes-Maritimes, le secrétaire général du FN, Nicolas Bay, dénonce « la complaisance dont bénéficient les islamistes de l'UOIF de la part des pouvoirs successifs ». Et d'ajouter dans son communiqué : « Tant le principe que les participants de cette photo interrogent. Est-il normal que le ministre de l'Intérieur, celui qui a pour mission de protéger notre pays et nos compatriotes de la menace islamiste, pose ainsi avec une organisation s'appuyant sur la doctrine des Frères musulmans et dont des imams ont été dénoncés pour leurs déclarations antisémites ou des propos ambigus sur le djihad, ? »